# خانه غیاثی سنندج
خانه غیاثی سنندج مربوط به اواخر دوره قاجار -اوایل دوره پهلوی است و در سنندج، محله قطارچیان، (خ وکیل) مجاور بازار وکیل واقع شده و این اثر در تاریخ ۲۵ اسفند ۱۳۸۰ با شمارهٔ ثبت ۵۰۸۵ به‌عنوان یکی از آثار ملی ایران به ثبت رسیده است.